# 傑卡冰川
傑卡冰川（英語：Jacka Glacier），是南極洲的冰川，位於澳大利亞海外領地赫德島北部，長1.3公里，流經海特峰，終點在萬霍芬海崖附近，在1860年由美國的捕海豹船長命名。

## 外部連結
. . United States Geological Survey.   [2012-07-13].
- Map of Heard Island and McDonald Islands, including all major topographical features （页面存档备份，存于）

53°0′S 73°20′E / 53.000°S 73.333°E